# 六鄉土手站

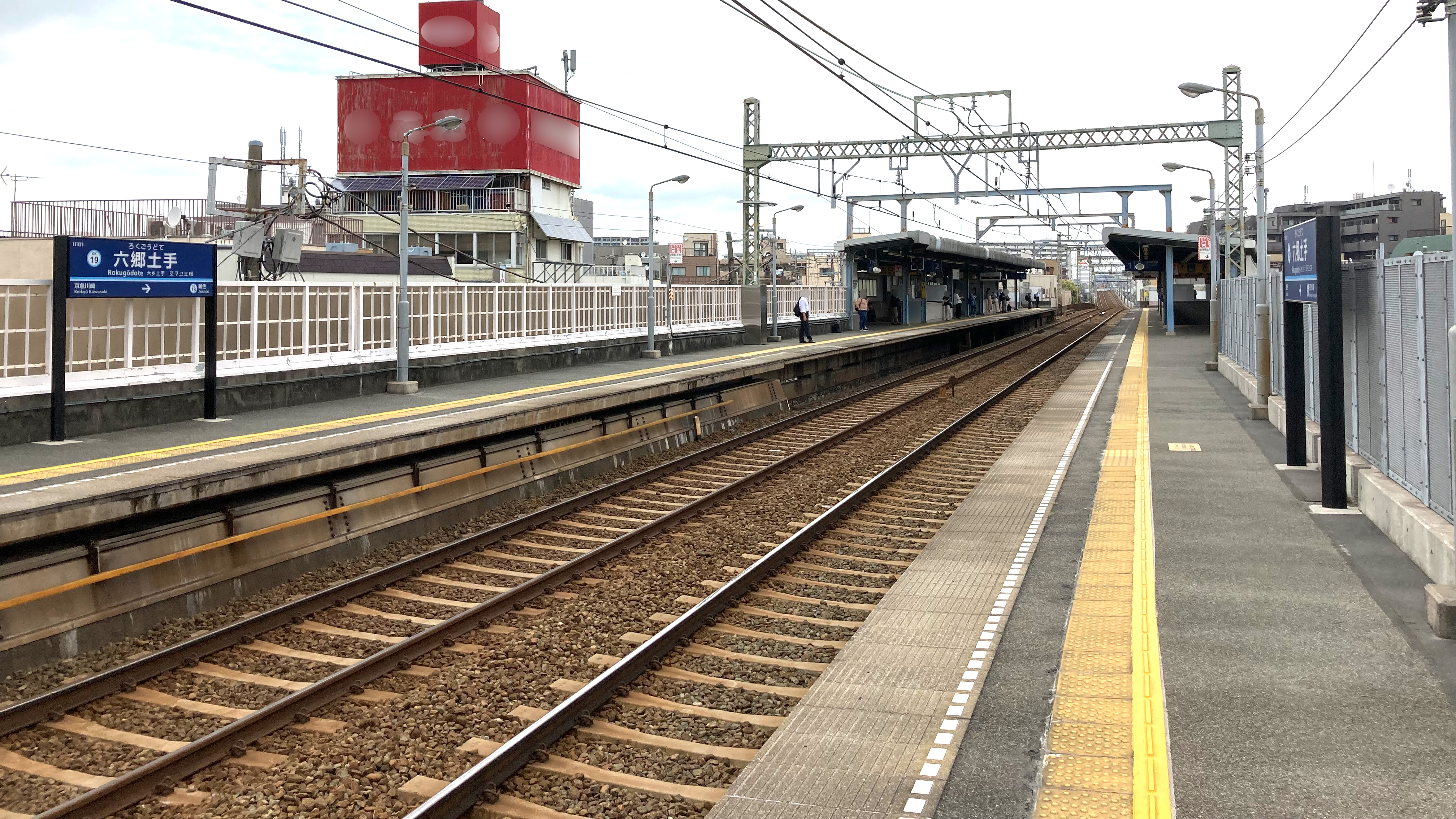
車站月台（2021年6月）

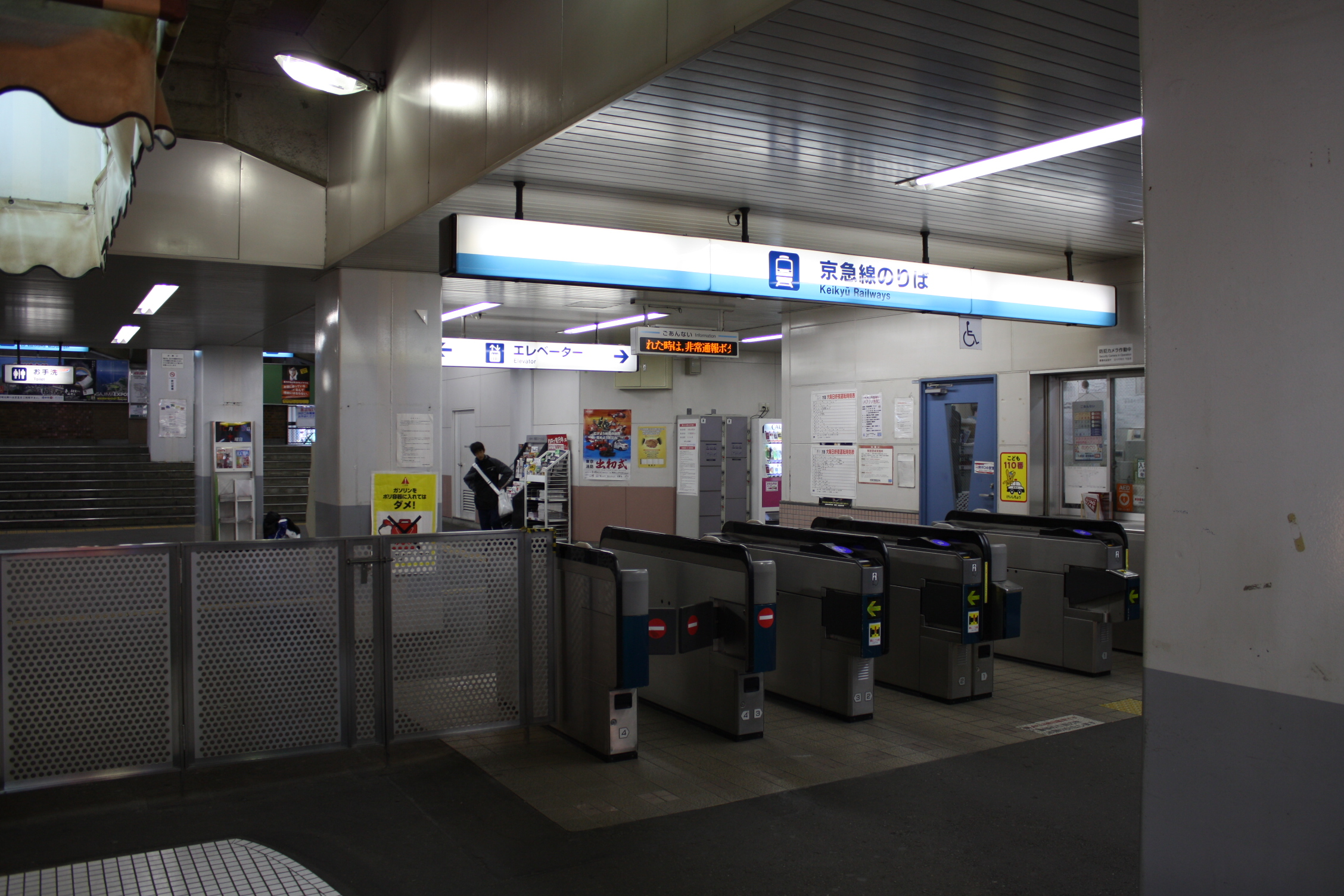
車站閘口

六鄉土手站（日语：／ Rokugōdote eki */?）位於日本東京都大田區仲六鄉四丁目，是京濱急行電鐵本線的鐵路車站。車站編號是KK19。
此站是東京23區內最南端的車站。

## 年表
- 1906年（明治39年）10月1日 - 京濱電氣鐵道六鄉堤站'開業[1]。當時本站與雜色站之間設有六鄉站（1907年改稱八幡塚站，1911年9月廢止）。六鄉土手站改名的時間不明。
- 1945年（昭和20年）4月15日 - 車站於太平洋戰爭中的京濱空襲遭炸毀。
- 時期不明 - 車站重建。此時的車站位於舊堤通的蒲田側，為相對式月台2面2線構造，車站事務所、出站口、剪票口位於下行月台側，上行月台有站內平交道連通。
- 1971年（昭和46年）至1972年（昭和47年） - 隨著六鄉川鐵橋（現六鄉川橋梁）改建工程而高架化。車站往京濱川崎站（現京急川崎站）移動。
- 2003年（平成15年） - 付費區內與月台之間設置電梯。

## 車站結構
本站為相對式月台2面2線高架車站，剪票口位於高架下。分別設有電梯通往1號線、2號線月台。
月台的京急川崎方向有部分超出多摩川土堤，再往前便是六鄉川橋梁。
付費區大廳設有廁所、投幣式置物櫃與自動體外心臟去顫器 (AED) 。
剪票口外有京急Station Store。

### 月台配置
| 月台 | 路線 | 目的地                             |
| ---- | ---- | ---------------------------------- |
| 1    | 本線 | 京急川崎、橫濱、浦賀、三浦海岸方向 |
| 2    | 本線 | 品川、新橋、淺草、成田機場方向     |

## 使用情況
2015年度1日平均上下車人次為15,221人。近年1日平均上下、上車人次變化如下表。
| 年度               | 1日平均 上下車人次 | 1日平均 上車人次 | 來源   |
| ------------------ | ------------------ | ---------------- | ------ |
| 1992年（平成04年） |                    | 8,353            | [ 5 ]  |
| 1993年（平成05年） |                    | 8,329            | [ 6 ]  |
| 1994年（平成06年） |                    | 8,359            | [ 7 ]  |
| 1995年（平成07年） |                    | 8,213            | [ 8 ]  |
| 1996年（平成08年） |                    | 8,112            | [ 9 ]  |
| 1997年（平成09年） |                    | 7,827            | [ 10 ] |
| 1998年（平成10年） |                    | 7,345            | [ 11 ] |
| 1999年（平成11年） |                    | 6,795            | [ 12 ] |
| 2000年（平成12年） |                    | 6,795            | [ 13 ] |
| 2001年（平成13年） |                    | 6,704            | [ 14 ] |
| 2002年（平成14年） |                    | 6,699            | [ 15 ] |
| 2003年（平成15年） | 14,214             | 6,984            | [ 16 ] |
| 2004年（平成16年） | 14,216             | 7,016            | [ 17 ] |
| 2005年（平成17年） | 14,039             | 6,923            | [ 18 ] |
| 2006年（平成18年） | 14,161             | 6,986            | [ 19 ] |
| 2007年（平成19年） | 14,507             | 7,205            | [ 20 ] |
| 2008年（平成20年） | 14,381             | 7,200            | [ 21 ] |
| 2009年（平成21年） | 14,214             | 7,115            | [ 22 ] |
| 2010年（平成22年） | 14,431             | 7,230            | [ 23 ] |
| 2011年（平成23年） | 13,921             | 6,967            | [ 24 ] |
| 2012年（平成24年） | 14,135             | 7,077            | [ 25 ] |
| 2013年（平成25年） | 14,332             | 7,184            | [ 26 ] |
| 2014年（平成26年） | 14,570             | 7,296            | [ 27 ] |
| 2015年（平成27年） | 15,221             |                  |        |

## 車站周邊

### 公園、娛樂景點
- 多摩川六鄉橋綠地 - 東海道本線六鄉川橋梁（日语：六郷川橋梁 (東海道本線)）往上游的多摩川綠地、六鄉橋往下游的六鄉橋綠地。
- 宮本台綠地
- 鐵橋間廣場 - JR橋梁與京急橋梁之間的廣場。由於其形狀，又稱小提琴公園。
- 葫蘆池（ひょうたん池） - 多摩川綠地的水池。連通多摩川。
- 大田區多摩川綠地管理事務所
- 六鄉高爾夫倶樂部 - 京急橋梁與六鄉橋之間的高爾夫練習場。
- 大田區軟式棒球聯盟

### 學校
- 大田區立六鄉小學校
- 大田區立高畑小學校（日语：大田区立高畑小学校）
- 大田區立南六鄉小學校
- 大田區立南六鄉中學校

### 公共設施
- 蒲田警察署（日语：蒲田警察署）東六鄉交番
- 矢口消防署（日语：東京消防庁第二消防方面本部）西六鄉出張所
- 雜色抽水站
- 六鄉圖書館
- 區立樟園（智能障礙者庇護工場）
- 區立南六鄉福祉園（智能障礙者更生設施（日语：知的障害者更生施設））
- 團體家屋六郷（失智症高齡者團體家屋（日语：認知症高齢者グループホーム））
- 團體家屋片栗之里六鄉（失智症高齡者團體家屋）

### 史跡、神社・佛閣等
- 六鄉神社（日语：六郷神社）（八幡宮）
- 六鄉之渡（日语：六郷橋）址
- 日蓮宗日經山觀乘寺 - 旗本高木伊勢守的陣屋跡，六鄉神社的舊別當寺。
- 本山專修寺（日语：専修寺）關東別院
- 高畑神社
- 北野神社（日语：北野神社 (大田区仲六郷)）（止め天神）
- 真言宗智山派醫王山安養寺（日语：安養寺）（古川藥師） - 多摩川四國札所第69番札所
- 御幡山寶珠院 - 六郷神社的舊別當寺，多摩川四國札所第85番札所
- 智山派慈雲山東陽院 - 多摩川四國札所第第86番札所
- 智山派大綱山寶幢院 - 多摩川四國札所第第88番札所

### 企業
- 六鄉土手郵便局
- 大田西六鄉三郵便局
- 關西塗料株式會社東京事業所
- 輝瑞株式會社Apollo Learning Center
- 五十鈴株式會社本社
- 中央電氣株式會社
- at home（日语：アットホーム）本社、電腦中心
- 日本調理器株式會社本社
- 株式会社Iwase Esta東京本社
- 株式会社測範社本社、工場

### 巴士路線
- 羽田京急巴士「六鄉橋（日语：六郷橋）」- 往國道15號方向步行3分。
  - 蒲73、蒲74、蒲75 經仲六鄉一丁目往蒲田站東口 ※蒲74系統從六鄉橋發車
  - 川76 經大師橋下往森崎（東京勞災醫院（日语：東京労災病院）） ※僅早晚
  - 空51 經大師橋下、六間堀往羽田機場
  - 蒲73、川77 經大師橋下、六間堀往羽田車庫
  - 蒲75 經六鄉水門往大師橋下
  - 空51、川76 經川崎競馬場前往川崎站東口
- 東急巴士「六鄉土手」 - 往六鄉土手商店街方向步行3分。
  - 蒲01 經矢口東小學校前、蓮沼站往蒲田站
  - 蒲01 經矢口東小學校前、池上站前往池上營業所 ※入庫運用

## 相鄰車站
京濱急行電鐵
 本線
□早晨翼號、□京急翼號、■快特、■快特（金澤文庫站以南為特急）、■快特、■機場急行
通過
■普通
雜色（KK18）－六鄉土手（KK19）－京急川崎（KK20）

## 外部連結
- 六鄉土手站（各站資訊） - 京濱急行電鐵